# Boží Princip
Boží Princip (anglicky The Divine Principle) je svatá kniha Církve sjednocení (anglicky Unification Church) či (anglicky The Holy Spirit Association for the Unification of World Christianity). Jejím autorem je Son-mjong Mun.

## Historie textu
Kniha vydaná poprvé v celku v roce 1952, v upravené edici v roce 1966, v angličtině v roce 1973 a v češtině v roce 1998.

## Autorství
Autory jsou Son-mjong Mun a jeho žák Ju Hjo-won.

## Text
Božský princip ve své předmluvě uvádí, že „je transformativní světonázor napsaný pro novou éru lidstva. Zaměřuje se na lidský růst a rozvoj z perspektivy zakořeněné v Bohu jako zdroji, který obnovuje náš vztah k lidstvu jako jedné rodině. Božská zásada nám pomáhá pochopit, kdo skutečně jsme a co můžeme udělat, abychom dosáhli potenciálu, který pro nás Bůh vždy měl.“
Božský princip obsahuje učení reverenda Muna. Nejstarší rukopis Božského principu byl ztracen v Severní Koreji během korejské války. Po příjezdu jako uprchlík do Pusanu napsal reverend Mun rukopis nazvaný Wolli Wonbon (Původní text božského principu). Poté vedl Hyo Won Eu, prvního prezidenta Korejské církve sjednocení, aby připravil systematičtější prezentace svého učení s biblickými, historickými a vědeckými ilustracemi. Reverend Moon dal prezidentu Eu zvláštní instrukce týkající se obsahu těchto textů a pak je pečlivě zkontroloval. Výsledkem tohoto úsilí bylo, že Wolli Hesul (Vysvětlení Božského principu) vyšel v roce 1957 a Wolli Kangron (Expozice Božského principu) vyšel v roce 1966. Posledních 30 let byl Wolli Kangron textem základní výuky reverenda Muna.‎
‎Expozice Božského principu je novým autorizovaným anglickým překladem Wolliho Kandrona. První anglický překlad Božského principu byl vyroben v roce 1973 Dr. Won Pok Choiem. Dr. Choi dřel se značnou erudicí, aby vybral správnou terminologii a zprostředkoval složitou myšlenku tohoto textu. Vědoma si jeho posvátné podstaty, dala si za pravdu, když produkovala doslovný překlad. Prostřednictvím tohoto díla položila základy pro výuku Božského principu v západním světě. Jako uznání průkopnické práce dr. Choie, když reverend Moon objednal tento nový překlad, požádal překladatele, aby vyhledali její radu. Poskytla konstruktivní vedení a hrála aktivní roli při zlepšování překladu. V pravém slova smyslu, její ruce vedly tento projekt.‎
‎Pro tuto verzi se překladatelé snažili především přesně překreslit význam korejského textu do jasné angličtiny. Styl korejského textu, v souladu s nejerudovanějším úsilím této generace, používá dlouhé a komplikované věty s četnými vloženými klauzulemi vyjadřujícími složité vztahy. Jednoduše není možné vyjádřit každou nuanci v kompaktní, lineární struktuře moderní angličtiny. Zatímco moderní angličtina chce každou myšlenku přišpendlit jednoznačným návrhem, Korejec té doby často vykresluje myšlení volně a dynamicky a používá metaforu a kontext k vyjádření významu. Všude tam, kde by doslovný překlad dostatečně nevyjadřoval myšlenku a argumentaci textu, jsme pořadí myšlenek přeuspořádaly způsobem vhodnějším pro západní mysl. Někdy jsme používali kreativní frazeologii spíše než slovníkové definice, abychom evokovali srovnatelné porozumění, pocity a kulturní asociace.‎
‎Božský princip navíc používá určitou technickou terminologii a dává určitým běžným slovům charakteristický význam. Kdykoli je to možné, pro tento překlad jsme čerpali ze běžného anglického slovníku, spíše než abychom vymýšleli nové teologické termíny. Běžná slova proto mohou být použita s výraznými významy, například: "odškodnění", "podmínka" a "základ". Správné porozumění vyžaduje pozornost věnovanou jejich konkrétnímu použití v textu.‎
‎Čas a kulturní kontext této knihy byl pro překladatele dalším oříškem. Byla napsána v 60. letech, kdy byl komunismus stále celosvětovou hrozbou a křesťanství si stále věřilo ve svou kulturní převahu a pokračující expanzi. I když se tyto a další podmínky té doby mohly v následujících desetiletích změnit, zachovali jsme původní perspektivu textu. Boží prozřetelnost pokračuje přesně tak, jak je vysvětleno v Božském principu.‎
Tato nová verze se snaží dosáhnout více než konvenčního překladu. V šedesátých letech, kdy se Korea ještě vzpamatovává z pustošení korejské války, byl k dispozici nedostatek historických a vědeckých textů ke studiu. To bránilo presidentu Eu v jeho snaze přesně zarámovat vědecké a historické příklady, které použil k ilustraci fungování Božského principu v přírodě a v historii. Podle pověření reverenda Muna a s vedením dr. Choie překladatelé čerpali ze znalostí učenců v různých oborech a provedli minimální a nezbytné změny v některých vědeckých, historických a biblických ilustracích. Nicméně, po celou dobu překladu jsme striktně dodržovali přání reverenda Muna, aby byla zachována integrita a čistota textu. Nakonec byl nový překlad pečlivě a rozsáhle přezkoumán staršími církve, reverendem Young Whi Kimem a reverendem Chung Hwanem Kwakem, a obdržel jejich požehnání.‎
‎V deluxe barevné edici jsou barvy vychází z 39. vydání korejské edice Wolli Kangron, s barvami připravenými paní Gil Ja Sa Eu. Hlavní myšlenky jsou stínovány červeně, témata druhého pořadí jsou stínována modře a témata třetího pořadí jsou stínována žlutě. Čtenář může v krátké době uchopit hlavní vlákno výuky Božského principu čtením pouze červeného textu. Čtení červeného a modrého textu dohromady poskytuje bohatší rámec; čtení všech tří barev dohromady dává poměrně plnou expozici včetně mnoha příkladů. Pro získání co nejplnějšího významu, musí být text studován v plném rozsahu. Přesto i při čtení plného textu může pozornost k pasážím v červené barvě pomoci objasnit klíčovou myšlenku.‎
Expozice Božského principu vyjadřuje pravdu, která je univerzální. Dědí a staví na základních pravdách, které Bůh zjevil prostřednictvím židovských a křesťanských písem, a zahrnuje hlubokou moudrost Orientu.‎
K tomu překladatelský výbor dodává: „Prostřednictvím tohoto překladu doufáme, že hluboké poselství Božského principu bude lépe pochopeno v západním světě.“‎

## Kapitoly
Kniha je rozvrstvena do následujících částí:
- Úvod‎
- ‎Kapitola 1 | Princip stvoření‎
- ‎Kapitola 2 | Lidský pád‎
- ‎Kapitola 3 | Eschatologie‎
- ‎Kapitola 4 | Mesiáš: Jeho příchod a účel jeho druhého příchodu‎
- ‎Kapitola 5 | Vzkříšení‎
- ‎Kapitola 6 | Předurčení‎
- ‎Kapitola 7 | Christologie‎
- ‎Úvod do Restorace
- ‎Kapitola 1 | Prozřetelnost položit základy pro obnovu‎
- ‎Kapitola 2 | Mojžíš a Ježíš v prozřetelnosti Znovuzřízení‎
- ‎Kapitola 3 | Období pro providential historie a určení jejich délky‎
- ‎Kapitola 4 | Paralely mezi dvěma věky v prozřetelnosti znovuzřízení‎
- ‎Kapitola 5 | Období přípravy na druhý příchod Mesiáše‎
- ‎Kapitola 6 | Druhý advent

## Nauky a víra Církve sjednocení
Hnutí sjednocení patří mezi menšinu nových náboženských hnutí, které zavedlo své vlastní jedinečné ‎‎náboženské texty‎‎.‎‎ ‎‎Božský princip nebo‎‎ ‎‎Expozice Božského principu (‎‎‎‎korejština‎‎: ‎‎원리강론‎‎; ‎‎RR‎‎: ‎‎‎‎Weolli Gangnon‎‎) je hlavní ‎‎teologická‎‎ učebnice hnutí. Napsal ji Sun Myung Moon a raný učedník Hyo Won'eu a poprvé vyšla v roce 1966. Překlad s názvem ‎‎Božský princip‎‎ vyšel v angličtině v roce 1973. ‎
‎Následovníci berou jako výchozí bod pravdu křesťanského Starého a Nového zákona, s ‎‎Božským principem‎‎ jako další text, který má v úmyslu interpretovat a "naplnit" účel těchto starších textů.‎‎ Mun měl v úmyslu nahradit celosvětově různé formy křesťanství svou novou jednotnou vizí o tom, že Mun je samozvaný‎‎ mesiáš‎‎; ‎‎ve skutečnosti ‎‎Druhý příchod Ježíše‎‎. Munovi následovníci ho považují za oddělenou osobu od Ježíše, ale s posláním v podstatě pokračovat a dokončit Ježíšovo dílo, novým způsobem, podle ‎Božího principu‎‎.
‎Božský ‎‎princip‎‎ je jádrem teologie Církve sjednocení a pro věřící má status svatého písma. Podle formátu ‎‎systematické teologie‎‎ zahrnuje 1.) ‎‎Boží ‎‎záměr vytvářet lidské bytosti, 2.) pád člověka ‎‎a ‎‎3.) znovuzřízení (restoraci) – proces skrze historii, kterým Bůh pracuje na odstranění špatných účinků pádu a navrácení lidstva zpět do vztahu a postavení, které Bůh původně zamýšlel.
Publikace má 324 stran. Hlavní vydání a publikace je v korejštině a angličtině. Uváděné první zjevení bylo kolem roku 1935, první psaná forma 1946, text se vyvíjel 1951, 1952, 1956, 1957, 1966, 1969, 1972, 1973, 1980, 1996, a zároveň si zachoval celistvost a čistotu. První české vydání bylo 1998, nejnovější české vydání v roce 2009.
Hyo Won Eu (1914–1970) pomáhal Munovi psát Boží Princip a sloužil také jako první prezident církve. Míra spoluautorství 'Van Íja' není zcela jasná. Některé zdroje uvádějí, že byl pouhý písař a zapisovatel. Jiné dokonce uvádí jako hlavního či dokonce jediného autora, revizora i teologického učitele.
Boží princip byl vydan poprvé v celku v roce 1952, vypracovávan v průběhu 30. až 90. let 20. století.
Text který je věřícími chápán jako nové vyjádření pravdy.

## Hodnocení překladu
Reverenda Mun odhalil Boží Princip v období druhé světové války. Jeho učení bylo v písemné podobě zaznamenáno počátkem padesátých let. Výklad Božího Principu zjevuje univerzální pravdu a staví na dědictví, které Bůh zjevil skrze židovská a křesťanská Písma a skloubí též moudrost Orientu.